# Pierre Barbier
Pierre Barbier (Beauvais, 25 settembre 1997) è un ciclista su strada e ciclocrossista francese che corre per il team Wagner Bazin WB.
Attivo in formazioni UCI dal 2018, è il fratello minore di Rudy Barbier, anch’egli ciclista.

## Palmarès

### Strada
- 2020 (Nippo Delko One Provence, una vittoria)

3ª tappa Tour de Bulgarie (Plovdiv > Sliven)
- 2024 (Philippe Wagner-Bazin, cinque vittorie)

2ª tappa Tour of Sharjah (BEEAH Headquarters > Ajman Makan-City Sharjah Waterfront)
5ª tappa Tour of Sharjah (Shees Park > Sharjah Safari)
3ª tappa Ronde de l'Oise (Liancourt > Ribécourt-Dreslincourt)
4ª tappa Ronde de l'Oise (Beauvais > Beauvais)
Classifica generale Ronde de l'Oise

#### Altri successi
- 2024 (Philippe Wagner-Bazin)

Classifica a punti Tour of Sharjah
Classifica a punti Ronde de l'Oise

## Piazzamenti

### Classiche monumento
- Parigi-Roubaix

2021: ritirato
2022: 91º